# Nouvelle Revue Française
Nouvelle Revue française (NRF) ist eine französische Literaturzeitschrift, die seit dem 1. Februar 1909 mit Unterbrechungen während der beiden Weltkriege und nach dem Zweiten Weltkrieg bis heute erscheint. Sie wird vom Verlag Gallimard herausgegeben.

## Geschichte

### Gründung und Verlag
Aus elitärem Geist heraus wurde – nach einem ersten erfolglosen Versuch von 1908 – die NRF 1909 von den befreundeten Schriftstellern André Gide, Jean Schlumberger, Marcel Drouin, André Ruyters, Henri Ghéon und Jacques Copeau ins Leben gerufen. Die Leitung lag von 1910 bis 1914 und 1919 bis 1925 bei Jacques Rivière. 
1911 wurde mit Les Éditions de la Nouvelle Revue française (NRF) durch Gaston Gallimard ein eigener Verlag gegründet, aus dem der Verlag Gallimard hervorging, der das NRF-Logo bis heute verwendet.

### Frühe Jahre
In den Anfängen der Zeitschrift konnte André Gide als deren Spiritus Rector zahlreiche neue Autoren gewinnen, was den Status der NRF als führende Literaturzeitschrift begründete.  
Doch in die Geschichte der Literatur ging auch die Ablehnung der Veröffentlichung des ersten Bandes von Marcel Prousts Jahrhundertroman Auf der Suche nach der verlorenen Zeit durch die Redaktion der NRF ein, die Gide später als den größten Fehler seines Lebens bezeichnete.

### Zwischenkriegszeit
Die weiteren Bände von Prousts Roman erschienen, nachdem man sich intensiv um den Autor bemüht hatte, kurz nach Kriegsende dann doch im Verlag der NRF. Treibende Kraft dabei war vor allem Jacques Rivière. Für den zweiten Band erhielt Proust 1919 den Prix Goncourt.
Zwischen dem Ersten und Zweiten Weltkrieg lag die ruhmreichste Zeit der Zeitschrift. Regelmäßige Beiträge von Literaturkritikern wie Albert Thibaudet, Benjamin Crémieux und Valéry Larbaud und die Veröffentlichungen unterschiedlichster Schriftsteller wie Henri Barbusse, Roger Martin du Gard, Louis Aragon, Pierre Drieu la Rochelle und André Malraux begründeten die Bekanntheit und den Einfluss der NRF, die trotz der politischen Radikalisierung (Kommunismus, Faschismus) der Zwischenkriegszeit und heftiger Auseinandersetzungen rund um die neuen, umstrittenen Strömungen der Gegenwartskunst (Kubismus, Dadaismus, Surrealismus) die gegensätzlichsten Standpunkte unabhängig darstellte und offen diskutierte.
Viele später berühmte Autoren veröffentlichten ihre ersten literarischen oder literaturkritischen Arbeiten in der NRF, wie z. B. Jean-Paul Sartre.
Die letzte NRF vor der deutschen Besatzung von Teilen Frankreichs im Zweiten Weltkrieg erschien im Juni 1940.

### Besatzung und Kollaboration
Ab Dezember 1940 wurde die Zeitschrift nach Verhandlungen mit dem deutschen Botschafter in Paris, Otto Abetz, und Gaston Gallimard, der mit diesem Zugeständnis die selbstständige Weiterexistenz seines Verlagshauses sicherte, unter Ausschluss aller jüdischen und kommunistischen Autoren neu herausgegeben. Der Kurs der Zeitschrift wurde mit Gerhard Heller abgestimmt, der für die Literaturpolitik der deutschen Besatzungsmacht zuständig war und mit den ihm zur Verfügung stehenden Mitteln (z. B. Papierzuteilung) die Aufgabe übernahm, die französischen Verleger zur Selbstzensur und Kollaboration zu bewegen. Die deutschen Besatzer vermieden es jedoch, direkt Einfluss auf die Redaktion der NRF zu nehmen, um die konservativen Kreise unter den französischen Intellektuellen im Kampf gegen Amerikanismus und Kommunismus auf ihre Seite zu ziehen.
Den Posten des Chefredakteurs erhielt Pierre Drieu La Rochelle, selbst langjähriger Autor der NRF, der in den dreißiger Jahren zum Anhänger des Faschismus geworden und seit dieser Zeit mit Otto Abetz befreundet war. Drieu La Rochelle leitete die Zeitschrift von Dezember 1940 bis Juli 1943. Im Hintergrund blieb jedoch sein Vorgänger Jean Paulhan im Verlag aktiv, suchte in schwieriger Balance das literarische Niveau der NRF zu halten, Manuskripten, die nicht im Verlag Gallimard erscheinen konnten, an anderer Stelle die Veröffentlichung zu ermöglichen und war zugleich Mitglied einer der ersten Pariser Widerstandsgruppen. Als er aufzufliegen drohte, konnte Drieu La Rochelle seine Kontakte zu den Deutschen nutzen, um die Verfolgung Paulhans durch die Besatzungsmacht zu verhindern. In seinen "geheimen Tagebüchern" hat sich Drieu La Rochelle gegen Kriegsende wieder vom Faschismus distanziert und de facto die redaktionelle Leitung der NRF Paulhan überlassen.

### Verbot und Neugründung
Nach der Befreiung Frankreichs im Jahr 1944 wurde die NRF auf Initiative der kommunistischen Mitglieder (Louis Aragon u. a.) des im Untergrund gegründeten Nationalen Schriftstellerkomitees (Comité national des écrivains - CNE) wegen ihrer Zusammenarbeit mit der deutschen Besatzungsmacht verboten und konnte zwischen 1944 und 1953 nicht erscheinen. Drieu La Rochelle beging wegen der ihm drohenden Verhaftung 1945 Selbstmord.
Ab 1953 wurde die NRF unter dem Titel Nouvelle NRF neu gegründet und knüpfte mit den Chefredakteuren Jean Paulhan und Marcel Arland an die Zeit vor 1940 an. Auch unter neuem Namen hatte sie bald großen Einfluss auf das französische Geistesleben. Seit 1959 erscheint sie wieder unter dem Namen Nouvelle Revue française.

## Chefredakteure
- 1908–1914: André Gide
- 1914–1918: Während des Ersten Weltkriegs erscheint die NRF nicht.
- 1919–1925: Jacques Rivière
- 1925–1940: Jean Paulhan
- 1940–1943: Pierre Drieu La Rochelle Besatzungszeit und Kollaboration
- 1944–1953: Die Revue wird wegen der Kollaboration mit den deutschen Besatzern verboten und kann nicht erscheinen.
- 1953–1968: Jean Paulhan
- 1968–1977: Marcel Arland
- 1977–1987: Georges Lambrichs
- 1987–1996: Jacques Réda
- 1996–1999: Bertrand Visage
- 1999–2010: Michel Braudeau
- 2011–2014: Antoine Gallimard
- 2015–2021: Michel Crépu
- 2022–2023: Maud Simonnot
- seit 2024: Olivia Gesbert

### Geschichte der NRF
- Alban Cerisier: Une histoire de la NRF, Gallimard, 2009.
- Alban Cerisier (Hrsg.): La Nouvelle revue française: les colloques du centenaire. Colloque organisé par la Bibliotèque Nationale de France le 6 février 2009, Gallimard, Paris, Bourges, Caen 2013, ISBN 978-2-07-013652-0.
- Martyn Cornick: Intellectuals in History. The "Novelle Revue Française" under Jean Paulhan, 1925-1940. Editions Rodopi, Amsterdam, Atlanta 1995, ISBN 90-5183-797-6.
- Yaël Dagan: La Nouvelle Revue française entre guerre et paix. 1914-1925, Tallandier, Paris 2008, ISBN 978-2-84734-524-7.
- Petra Gekeler: Die kritische Distanz des Intellektuellen: Roger Martin du Gard im Umfeld der Nouvelle Revue française (NRF). Lang, Frankfurt am Main [u. a.] 2001 (Saarbrücker Arbeiten zur Romanistik; Bd. 11), ISBN 3-631-38494-7.
- Jean Lacouture: Une adolescence du siècle: Jacques Rivière et la NRF, Éditions du Seuil, Paris, 1994, ISBN 2-02-020575-0.
- Helmut Mayer: Alle Seiten Frankreichs. Seit hundert Jahren gibt es die „Nouvelle Revue Française“. Außergewöhnlich, wunderbar, skandalös – sie gilt bis heute als die wichtigste französische Literaturzeitschrift. In: Frankfurter Allgemeine Zeitung. 19. Dezember 2009, S. Z3 (Ressort „Bilder und Zeiten“).
- Jürgen Ritte: Geburtstag einer alten Dame. Als „Neue Französische Rundschau“ kündigte sich die „NRF“ wenig klangvoll an, als André Gide sie anno 1909 gründete. Aber sie wurde innert kurzem zum Zentralorgan einer intellektuellen Leitkultur. In: Neue Zürcher Zeitung. 19. Dezember 2009, ISSN 0376-6829, S. 29 (nzz.ch [abgerufen am 31. Mai 2024]).
- Medard Ritzenhofen: Die Windrose der Literatur. Hundert Jahre Nouvelle Revue Française (NRF). In: Dokumente: Zeitschrift für den deutsch-französischen Dialog. Nr. 5–6, 2009, S. 111–113 (dokumente-documents.info [PDF; abgerufen am 31. Mai 2024]).
- Gilbert-Lucien Salmon (Hg.): Jean Schlumberger et la Nouvelle Revue française: actes du colloque de Guebwiller et Mulhouse des 25 et 26 décembre 1999. Avec des inédits de Jean Schlumberger recueillis et prés. par Pascal Mercier. L' Harmattan, Paris 2005. ISBN 2-7475-6917-9.

### Besatzung und Kollaboration
- Paul Dreyfus, Resistance. Geschichte der französischen Widerstands, Heyne, 1979.
- Henry Rousso, Vichy: Frankreich unter deutscher Besatzung 1940-1944, C.H. Beck, 2009.
- Marc Olivier Baruch, Das Vichy-Regime. Frankreich 1940-1944, Reclam, 2000.
- Jean-Paul Sartre, Paris unter der Besatzung. Artikel und Reportagen 1944-1945, rororo 1980.
- Robert O. Paxton, Stanley Hoffmann, Claude Bertrand, La France de Vichy, 1940–1944, Éd. Seuil, 1999.
- Robert O. Paxton, Olivier Corpet, Claire Paulhan, Archives de la vie littéraire sous l'occupation : A travers le désastre, Tallandier, 2011.
- Jean Paulhan, Lettre aux membres du C.N.E, 1940.
- Jean Paulhan, Lettre aux directeurs de la Résistance, 1952.